# The Order (serial telewizyjny)
The Order – amerykański (dramat, horror) wyprodukowany przez 3 Nomadic Pictures, którego twórcą jest Dennis Heaton. Wszystkie 10 odcinków pierwszej serii zostało udostępnionych 7 marca 2019 roku na platformie Netflix.
Serial opowiada o Jacku Mortonie, który chcąc pomścić zamordowaną matkę, dołącza do sekretnego Bractwa Błękitnej Róży. Morton zostaje wciągnięty w wojnę między wilkołakami a magicznymi potworami.

## Obsada

### Obsada główna
- Jake Manley jako Jack Morton
- Sarah Grey jako Alyssa Drake
- Sam Trammell jako Eric Clarke
- Matt Frewer jako Pete "Pops" Morton
- Max Martini jako Edward Coventry

### Obsada drugoplanowa
- Katharine Isabelle jako Vera Stone
- Adam DiMarco jako Randall Carpio
- Devery Jacobs jako Lilith Bathory
- Thomas Elms jako Hamish Duke
- Louriza Tronco jako Gabrielle Dupres
- Andres Collantes jako Diego Nunez
- Matt Visser jako Weston
- Ajay Friese jako Amir
- Favour Onwuka jako Drea
- Jedidiah Goodacre jako Kyle
- Sean Depner jako Jonas
- Jewel Staite jako Renee Marand
- Aaron Hale jako Brandon
- Christian Michael Cooper jako Maddox Coventry
- Ty Wood jako Gregory
- Dylan Playfair jako Clayton "Clay" Turner

## Odcinki
| Sezon | Odcinki | Oryginalna emisja: USA Netflix | Oryginalna emisja: USA Netflix | Emisja w Polsce Netflix Polska | Emisja w Polsce Netflix Polska | Emisja w Polsce Netflix Polska |
| Sezon | Odcinki | Premiera sezonu                | Finał sezonu                   | Premiera sezonu                | Finał sezonu                   |                                |
| ----- | ------- | ------------------------------ | ------------------------------ | ------------------------------ | ------------------------------ | ------------------------------ |
| 1     | 10      | 7 marca 2019                   | 7 marca 2019                   | 7 marca 2019                   | 7 marca 2019                   |                                |
| 2     | 10      | 18 czerwca 2020                | 18 czerwca 2020                | 18 czerwca 2020                | 18 czerwca 2020                |                                |

## Sezon 1 (2019)
| Nr | #  | Tytuł                            | Reżyseria        | Scenariusz         | Premiera w Netflix | Premiera w Netflix Polska |
| -- | -- | -------------------------------- | ---------------- | ------------------ | ------------------ | ------------------------- |
| 1  | 1  | Hell Week, Part One              | David Von Ancken | Dennis Heaton      | 7 marca 2019       | 7 marca 2019              |
| 2  | 2  | Hell Week, Part Two              | David Von Ancken | Shelley Eriksen    | 7 marca 2019       | 7 marca 2019              |
| 3  | 3  | Introduction To Ethics, Part One | Kristin Lehman   | Rachel Langer      | 7 marca 2019       | 7 marca 2019              |
| 4  | 4  | Introduction To Ethics, Part Two | Kristin Lehman   | Jennica Harper     | 7 marca 2019       | 7 marca 2019              |
| 5  | 5  | Homecoming, Part One             | Leslie Hope      | Jason Filiatrault  | 7 marca 2019       | 7 marca 2019              |
| 6  | 6  | Homecoming, Part Two             | Leslie Hope      | Penny E. Gummerson | 7 marca 2019       | 7 marca 2019              |
| 7  | 7  | Undeclared, Part One             | Rachel Leiterman | Jennica Harper     | 7 marca 2019       | 7 marca 2019              |
| 8  | 8  | Undeclared, Part Two             | Rachel Leiterman | Rachel Langer      | 7 marca 2019       | 7 marca 2019              |
| 9  | 9  | Finals, Part One                 | Mathias Herndl   | Shelley Eriksen    | 7 marca 2019       | 7 marca 2019              |
| 10 | 10 | Finals, Part Two                 | Mathias Herndl   | Dennis Heaton      | 7 marca 2019       | 7 marca 2019              |

## Produkcja
18 kwietnia 2018 roku, platforma Netflix zamówiła pierwszy sezon serialu. 28 marca 2019 roku, platforma Netflix przedłużyła serial o drugi sezon.